# Торино (Павија)
Торино (итал. Torrino) је насеље у Италији у округу Павија, региону Ломбардија.
Према процени из 2011. у насељу је живело 83 становника. Насеље се налази на надморској висини од 96 м.